# Bojan Lapov
Bojan Lapov (Károlyváros, 1968. április 22. –) tízszeres horvát válogatott kosárlabdajátékos.
2008-ban vonult vissza Pécsen.

## Sikerei
- egyszeres cseh bajnok (Nový Jičín 1998/1999)
- egyszeres magyar bajnok (Albacomp 1999/2000)
- egyszeres magyar kupa győztes (Univer KSE 2005/2006)

## Nemzetközi szereplés
- 1991 Korac Kupa (Cibona Zagreb KK)
- 1993 Korac Kupa (Koper KK)
- 1994 Korac Kupa (Koper KK)
- 1996 Európa Kupa (KK Zrinjevac Zagreb)
- 1997 Korac Kupa (KK Zrinjevac Zagreb)
- 1999 Saporta Kupa (Nový Jičín Mlékárna Kunín)
- 2000 Saporta Kupa (Albacomp-UPC)
- 2001 Korac Kupa (MOL Szolnok)
- 2003 FIBA Európa-kupa (Albacomp)

## Klubjai
- 1986-1991  Cibona Zagreb
- 1991-1992  ST Prex
- 1992-1994  Koper KK
- 1994/1995  Vevey
- 1995-1997  KK Zrinjevac Zagreb
- 1997-1999  Nový Jičín Mlékárna Kunín
- 1999/2000  Albacomp
- 2000/2001  Hapoel Haifa
- 2000-2002  MOL Szolnok
- 2002-2004  Albacomp
- 2004-2006  Univer KSE
- 2006-2008  PVSK-Expo Center Pécs